# Соломонов, Касьян Иванович
Касья́н (Кассиа́н) Ива́нович Соломо́нов (29 февраля 1900, Москва — 30 сентября 1966, Москва) — советский архитектор-конструктивист, проектировал общественные и промышленные здания.

## Биография
Родился 29 февраля 1900 года в Москве семье столяра. Через несколько месяцев после рождения был отправлен на родину отца и матери, в деревню Терехово Калужской губернии, где прожил до 8-летнего возраста. Затем был взят родителями в Москву и определён в городскую школу. В 1916 году окончил ремесленное училище имени Ермакова.
С 1916 года работал в мастерской инженера Луценко мастером-сборщиком по изготовлению физических приборов, затем — на заводе Штарка слесарем. С 1917 года — слесарь-электромонтёр в Замоскворецком трамвайном парке. Затем работал в депо станции Москва Рязанско-Уральской железной дороги помощником машиниста. С 1918 года работал на телефонной станции Наркомпрода электромонтёром и телефонным механиком. Был мобилизован для работы в управлении Виндавской железной дороги. Служил на 1-м участке (Москва-Ржев) службы электротехники и связи в качестве практиканта, затем надсмотрщика телеграфа и блокировки. Позднее до 1921 года работал в управлении на должности чертёжника.
В 1921 году был направлен на учёбу в МГУ, откуда был переведён в Институт гражданских инженеров, объединённый впоследствии с МВТУ. В 1926 году окончил архитектурный факультет МВТУ защитив дипломный проект на тему «Дворец Труда в Екатеринославе».
Во время учёбы проходил практику в Пятигорском Коммунхозе и во временной строительной комиссии на станции Арсаки Северной железной дороги в качестве техника, затем прораба. После окончания института работал прорабом в «Сокстрое», затем инженером в «Руссгерстрое». С 1927 года работал в отделе гражданских сооружений Наркомата почт и телеграфов. Там он проработал до 1933 года, последовательно занимая должности архитектора-автора, начальника проектного бюро, затем — главного архитектора строительства Радиодворца. В этот период самостоятельно или с соавторами спроектировал и построил здания АТС в Москве на Покровском бульваре и на Зубовской площади, Дом Связи в Брянске, здание Института связи в Москве, ряд радиостанций в Новосибирске, Якутске и Тбилиси, телефонные станции в Ташкенте и Харькове. Совместно с А. Г. Мордвиновым и А. Н. Душкиным принял участие в конкурсе на проект Радиодворца в Москве (1-я премия).
С 1933 года, после образования архитектурных мастерских Моссовета, до 1941 года работал в проектной мастерской № 3 (руководитель И. А. Фомин). За этот период он выполнил реконструкцию церкви под Антирелигиозный музей, спроектировал и построил жилой дом на углу улицы Володарского, жилой комплекс на Новоспасской набережной (совместно с А. Г. Мордвиновым). В тот же период выполнил проект планировки Юго-Западного района Москвы, а также вместе с А. Г. Мордвиновым участвовал в разработке проекта Института Маркса-Энгельса-Ленина.
В 1920—1930-х годах работал в стилистике конструктивизма. В начале 1930-х работал архитектором в Наркомате связи. В 1934 году вступил в Союз архитекторов СССР.
В 1941 году, после начала Великой Отечественной войны, был призван в Красную армию. Принимал участие в боевых действиях в качестве командира отдельного сапёрного батальона. В 1942 году был демобилизован по состоянию здоровья и направлен на работу в оборонную промышленность. В 1942 году работал в Гипроавиапроме НКАП на должности архитектора-автора, затем — начальника сектора гражданских сооружений. Разрабатывал типовые проекты упрощённого жилья, проекты зданий индустриального строительства, проект застройки Кировского шоссе в Куйбышеве (совместно с Л. М. Поляковым), проект застройки 10-й линии в Омске и другие.
В 1946—1947 годах работал в «Академпроекте» под руководством А. В. Щусева. За этот период он разработал проекты жилого дома Академии наук на Калужском шоссе и здания лаборатории акустики Академии наук. Принимал участие в планировке городка Академии наук на Калужском шоссе, в проектировании Института механики и главного здания Академии наук. С конца 1947 года К. И. Соломонов был заместителем А. В. Щусева в «Академпроекте», затем работал в мастерской А. В. Щусева при Комитете по делам архитектуры. Там он участвовал в проектировании высотного здания на Дорогомиловском шоссе.
С начала 1948 года работал архитектором-автором в мастерской при Комитете по делам архитектуры под руководством Л. М. Полякова. Принимал участие в проектировании дома радио на Новом Арбате и жилого дома на улице Чайковского (под руководством Л. М. Полякова, совместно с архитекторами Пелевиным и Стамо). Разрабатывал проект восстановления одного из кварталов Севастополя.
В 1949—1951 годах вновь работал в «Академпроекте» архитектором-автором. В 1951—1952 годах — начальник сектора жилых зданий экспертного отдела АПУ города Москвы. С 1953 года работал в Министерстве среднего машиностроения в должности главного архитектора. В 1965 году вышел на пенсию.
Умер 30 сентября 1966 года. Похоронен на Даниловском кладбище.

## Достижения
- АТС на Покровском бульваре в Москве (1926—1928)[13]
- АТС на Зубовской площади в Москве (1926—1928)[13]
- Дом связи в Брянске (1929—1933)[13]
- Дом связи в Бежице (1929—1933)[13]
- Дом связи в Тбилиси (1929—1933)[14]
- Дом связи в Ереване (1929—1933)[14]
- Радиостанция в Новосибирске (1929—1933)[13]
- Радиостанция в Тбилиси (1929—1933)[13]
- Радиостанция в Якутске (1929—1933)[13]
- Радиостанция в Ногинске (1929—1933)[14]
- Телефонная станция в Ташкенте (1929—1933)[13]
- Телефонная станция в Харькове (1929—1933)[13]
- Здание института связи в Москве (1929—1933)[13]
- Здание радиоузла под Москвой (1929—1933)[13]
- Газетный почтамт (комплекс «Старого Московского Почтамта»[15], здание центральной лаборатории связи Наркомата почт и телеграфов), 1931, Москва, Мясницкая улица.
- АТС (1932), Москва, Серпуховский вал (снесено);
- АТС (1930—1933), Москва, Зубовская площадь[16][17][18];
- Дом связи (Главпочтамт)[19][20], (вместе с архитектором В. Д. Соколовым, 1933-34), Свердловск[21];
- Жилой комплекс на Новоспасской набережной в Москве (1933—1935, совместно с А. Г. Мордвиновым)[13]
- Реконструкция жилого дома на улице Володарского в Москве (1933—1935)[13]
- Жилой дом в Смоленске (1933—1935)[13]
- Жилой дом в Ярославле (1933—1935)[13]
- Здание антирелигиозного музея в Москве (1936—1938)[14]
- Комплекс корпусов дроболитейного завода на Ярославском шоссе (1936—1938)[14]
- Проекты зданий индустриального строительства (1942—1945)[13]
- Проект застройки 10-х линии в Омске жилыми домами (1947)[14]
- Жилой дом Академии наук на Калужском шоссе (1948, под руководством А. В. Щусева)[13][14]
- Проект жилого дома на улице Чайковского (1949, под руководством Л. М. Полякова, совместно с архитекторами Пелевиным и Стамо)[14][22]
- Застройка городского комплекса города Севастополя под руководством Л. М. Полякова[22]
- Институт горного дела в Москве (1950—1952, совместно с И. В. Жолтовским)[14][22]
- Институт самолётного оборудования Министерства авиационной промышленности СССР[22]
- Жилой дом (1955), Москва, ул. Маршала Василевского, 1 корпус 2[23].

## Семья
Жена — Екатерина Михайловна Соломонова (1899—1982)